# Diplazium bombonasae
Diplazium bombonasae är en majbräkenväxtart som beskrevs av Eduard Rosenstock.
Diplazium bombonasae ingår i släktet Diplazium och familjen Athyriaceae. Inga underarter finns listade i Catalogue of Life.